# 横田正夫
横田 正夫（よこた まさお、1954年 - ）は、日本の臨床心理学者・アニメーション研究者。日本大学教授。

## 経歴
埼玉県生まれ。埼玉県立川越高等学校卒、1976年日大芸術学部映画学科卒。82年同大学大学院文学研究科博士課程満期退学。群馬大学医学部教務員、91年日大文理学部専任講師、助教授、2000年教授。90年群馬大学医学博士、92年日本大学博士（心理学）、2005年日本アニメーション学会会長、17年日本心理学会理事長、18年 日本心理学諸学会連合理事長。

## 著書
- 『アニメーションの臨床心理学』誠信書房 2006
- 『アニメーションとライフサイクルの心理学』臨川書店2008ビジュアル文化シリーズ
- 『日韓アニメーションの心理分析 出会い・交わり・閉じこもり』臨川書店 2009ビジュアル文化シリーズ

## 共編著
- 『統合失調症の臨床心理学』丹野義彦、石垣琢麿共編 東京大学出版会 2003 叢書実証にもとづく臨床心理学
- 『アニメーションの事典』小出正志、池田宏共編集 朝倉書店 2012

## 翻訳
- S.O.リリエンフェルド,S.J.リン、J.M.ロー編『臨床心理学における科学と疑似科学』厳島行雄、齋藤雅英共監訳 北大路書房 2007

## 参考
- J-GLOBAL: